# Capitoli di Captain Tsubasa Rising Sun
Questa è la lista dei capitoli di Captain Tsubasa Rising Sun, manga scritto e illustrato da Yōichi Takahashi e facente parte della serie di Capitan Tsubasa. Nella serie, Tsubasa Ozora e i suoi compagni della generazione d'oro giapponese vengono convocati nella nazionale di calcio giapponese Under 23 con l'intento di vincere la medaglia d'oro alle Olimpiadi di Madrid.
Il manga ha avuto inizio sul numero 3 del 2014 della rivista Grand Jump di Shūeisha, uscito in Giappone il 28 dicembre 2013. La pubblicazione in tankōbon è iniziata il 19 maggio 2014 con la messa in vendita del primo volume. Nell'aprile 2020, dopo una sospensione di alcuni mesi, Rising Sun si è trasferita sulla nuova testata Captain Tsubasa Magazine, supplemento bimestrale di Grand Jump. La serie si conclude formalmente con il capitolo 146 (l'ultimo del volume 19). La numerazione dei capitoli successivi riparte da capo dal momento che fanno parte di una nuova serie, Captain Tsubasa Rising Sun The Final. La numerazione dei volumi, tuttavia, non è ripartita da capo: il numero 20 (l'ultimo della serie) raccoglie tutti i dieci capitoli di Rising Sun The Final. Per via del pensionamento dell'autore, la serie si è conclusa nel 2024 senza portare a termine la narrazione della semifinale tra Giappone e Spagna. Il proseguimento della storia (il resto della semifinale e la finale) verrà pubblicata online sotto forma di storyboard realizzati dallo stesso Takahashi.
A causa di alcuni problemi legali con le federazioni calcistiche riguardo all'utilizzo di nomi, stemmi, stadi e fattezze di giocatori e squadre reali, il manga non è pubblicato in Occidente, quindi i titoli in italiano sono solo una traduzione letterale degli originali giapponesi.

## Lista volumi
| Nº | Titolo italiano Giapponese 「Kanji」 - Rōmaji | Data di prima pubblicazione            | Data di prima pubblicazione |
| Nº | Titolo italiano Giapponese 「Kanji」 - Rōmaji | Giapponese                             |                             |
| 1  | Captain Tsubasa Rising Sun 1 「キャプテン翼 ライジングサン 1」 | 19 maggio 2014 ISBN 978-4-08-880130-8  |                             |
| 1  | Capitoli - 1. La gloria della Liga (リーガの栄光?, Rīga no eikō) - 2. 23/33 - 3. Il vero valore di un campione (強豪の真価?, Kyōgō no shinka) - 4. Spirito ispiratore (奮い立つ心?, Furuitatsu kokoro) - 5. La decisione del gruppo d'oltremare (海外組の決意?, Kaigai-gumi no ketsui) - 6. Ondoso! Il gruppo d'oltremare (波状！海外組?, Hajō! Kaigai-gumi) - 7. I prescelti (選ばれし者たち?, Erabareshimono-tachi) |                                        |                             |
| 1  | Trama Nell'ultima giornata di campionato il Barcellona sconfigge per 3-1 il Granada grazie a una tripletta di Tsubasa Ozora e si aggiudica così la vittoria della Liga. Insieme a sua moglie Sanae, la quale è incinta, Tsubasa rientra per qualche giorno a Nankatsu, per riposarsi insieme alla sua famiglia, e riparte poi alla volta del Messico, dove i suoi compagni della nazionale olimpica Under 23 si stanno allenando in vista delle Olimpiadi di Madrid. L'allenatore Kozo Kira ha programmato due test match per selezionare i giocatori che prenderanno parte alla manifestazione da una rosa di 33 preconvocati. Il primo incontro si profila come tre mini amichevoli da 30 minuti contro i pari grado della Nuova Zelanda: nel primo match i giapponesi schierano 11 dei 14 giocatori che giocarono la finale del World Youth, con Ken Wakashimazu utilizzato stavolta in attacco a fianco di Kojiro Hyuga. I tre incontri finiscono 7-0, 5-1 e 4-1. Il secondo impegno vede i giapponesi affrontare i padroni di casa messicani, anch'essi all'ultimo test prima delle Olimpiadi e abituati all'aria rarefatta. Nonostante il valore degli avversari, guidati dal portiere Ricardo Espadas e dai fuoriquota Manatis, Salas e Ramirez, il Giappone si impone per 8-0, con gol di Shingo Aoi, tripletta di Tsubasa, doppietta di Hyuga e gol di Hikaru Matsuyama e Shun Nitta. Al termine della partita Kira dirama poi la lista dei 23 convocati per Madrid.                |                                        |                             |
| 2  | Captain Tsubasa Rising Sun 2 「キャプテン翼 ライジングサン 2」 | 4 novembre 2014 ISBN 978-4-08-880241-1 |                             |
| 2  | Capitoli - 8. I sorteggi del destino (運命の組み合わせ?, Unmei no kumiawase) - 9. Riposo del guerriero (戦士の休息?, Senshi no kyūsoku) - 10. Apertura dei giochi olimpici di Madrid (マドリッド五輪サッカー開幕?, Madoriddo gorin sakkā kaimaku) - 11. Il miracolo Michael (ミカエルの奇蹟?, Mikaeru no kiseki) - 12. Il palcoscenico da sogno Camp Nou (夢の舞台カンプノウ?, Yume no butai Kanpu Nō) - 13. Opening Art (オープニングアート?, Ōpuningu Āto) - 14. Turbina! "L'occhio del ciclone" (渦を巻く！“台風の目”?, Uzu o maku! “Taifū no me”) - 15. L'altro genio (もう一人の天才?, Mōhitori no tensai) |                                        |                             |
| 2  | Trama Anche il Brasile si prepara alle Olimpiadi con un'amichevole contro il Belgio vinta per 6-0. La compagine, indicata dalla stampa come la favorita per la medaglia d'oro, è guidata dai cannonieri di Liga Natureza e Santana e dai fuoriquota Rivaul, Radunga e Roberto Carolus, ed è allenata da Joan Aragones, oltre ad annoverare nello staff tecnico anche il mentore di Tsubasa Roberto Hongo. In Spagna vengono sorteggiati i quattro gironi del primo turno del torneo calcistico olimpico. Per il Giappone, inserito nel gruppo C, si profila un girone di ferro, che li vedrà contrapposti all'Argentina di Juan Diaz, alla Nigeria di Ochado e Bobang, e ai Paesi Bassi di Brian Krayfort e dei fuoriquota Davi e Luikal. I giapponesi ricevono le notizie del sorteggio durante il ritiro messicano, ma i loro commenti sono interrotti da un malore di Tsubasa, il quale sviene in campo a causa di uno stato di affaticamento da cui però si riprende rapidamente. Nella partita inaugurale la Spagna del misterioso Michael vince agevolmente. Il Giappone, recuperato Tsubasa, debutta contro i Paesi Bassi: sono questi ultimi a passare in vantaggio grazie a Krayfort che prima dribbla Tsubasa e poi batte Genzo Wakabayashi con un tiro a spirale, grazie anche alla complicità di Luikal che copre la visuale al portiere nipponico. I giocatori giapponesi affinano però la loro intesa e si lanciano in attacco per scardinare l'organizzata difesa avversaria. |                                        |                             |
| 3  | Captain Tsubasa Rising Sun 3 「キャプテン翼 ライジングサン 3」 | 4 febbraio 2016 ISBN 978-4-08-880351-7 |                             |
| 3  | Capitoli - 16. Sfida tra geni (天才たちの競演?, Tensai-tachi no kyōen) - 17. Un'altra coppia d'oro (もう一つの黄金コンビ?, Mōhitotsu no kogane konbi) - 18. Prova di crescita (成長の証?, Seichō no akashi) - 19. Prestigio olandese (オランダの威信?, Oranda no ishin) - 20. Stijn e Brian (スタインとブライアン?, Sutain to Buraian) - 21. La trappola dei leoni (獅子たちの罠?, Shishi-tachi no wana) - 22. La scommessa del SGGK (SGGKの賭け?, SGGK no kake) - 23. Attacco a catena (連撃?, Ren geki) - 24. La superiorità argentina (アルゼンチンの雄?, Aruzenchin no osu) |                                        |                             |
| 3  | Trama Nel primo tempo il Giappone riesce a ribaltare le sorti dell'incontro con tre reti, segnate da Jun Misugi, Tsubasa e Hyuga. Nell'intervallo comunque Kira chiede ai suoi di continuare ad attaccare per segnare ancora invece di amministrare il vantaggio. Nella ripresa infatti Krayfort va vicino a riaprire la partita con una conclusione ravvicinata, che Wakabayashi respinge però miracolosamente. Nel contropiede che ne segue Tsubasa e Taro Misaki segnano la rete del definitivo 4-1 con un twin shot. Felici per la vittoria, i giapponesi si rendono conto di dover migliorare ancora la loro condizione fisica per poter ambire al successo nel torneo. Nell'altra sfida del gruppo C l'Argentina sconfigge la Nigeria per 5-2. |                                        |                             |
| 4  | Captain Tsubasa Rising Sun 4 「キャプテン翼 ライジングサン 4」 | 4 luglio 2016 ISBN 978-4-08-880741-6   |                             |
| 4  | Capitoli - 25. Celebrazione gloriosa (栄光の祭典?, Eikō no saiten) - 26. Un uomo di nome Diaz (ディアスという男?, Diasu to iu otoko) - 27. Miracle overhead 1 (ミラクルオーバーヘッド①?, Mirakuru Ōbāheddo 1) - 28. Miracle overhead 2 (ミラクルオーバーヘッド②?, Mirakuru Ōbāheddo 2) - 29. Cannone argentino (アルゼンチンの大砲?, Aruzenchin no taihō) - 30. Calcio d'angolo mortale (必殺のコーナーキック?, Hissatsu no kōnā kikku) - 31. End-to-end (エンド・トゥ・エンド?, Endo tu endo) - 32. Tesoro giapponese (日本の宝?, Nihon no takara) - 33. La trappola di Diaz (ディアスの罠?, Diasu no wana) |                                        |                             |
| 4  | Trama Nel primo turno dei vari gironi vincono agevolmente anche il Brasile contro la Cina di Sho, e la Germania di Schneider contro il Senegal. Nel secondo turno il Giappone affronta l'Argentina di Diaz, Pascal, Galvan e dei difensori fuoriquota Simeore e Varon: piovono occasioni da gol e nel primo tempo viene annullato un gol a Tsubasa per fuorigioco, mentre Diaz compie un capolavoro partendo dalla propria area, dribblando l'intera squadra avversaria e segnando a Wakabayashi con una bicicletta. Si va quindi al secondo tempo sul risultato di 1-0 per l'Argentina. |                                        |                             |
| 5  | Captain Tsubasa Rising Sun 5 「キャプテン翼 ライジングサン 5」 | 3 febbraio 2017 ISBN 978-4-08-881013-3 |                             |
| 5  | Capitoli - 34. Mano di dio (神の手?, Kami no te) - 35. Scommetti sul "ribaltamento" (「逆転」への賭け?, 'Gyakuten' e no kake) - 36. Circondato dai nemici (四面楚歌?, Shimensoka) - 37. Monte Fuji e lavanda (富士山とラベンダー?, Fuji-san to rabendā) - 38. Il divino oltre il miracolo 1 (奇跡を超えた神技①?, Kiseki o koeta kamiwaza 1) - 39. Il divino oltre il miracolo 2 (奇跡を超えた神技②?, Kiseki o koeta kamiwaza 2) - 40. Adios (アディオス?, Adiosu) - 41. Celebrazione dei guerrieri (戦士たちの祭典?, Senshi-tachi no saiten) - 42. Umiliazione dell'imperatore (皇帝の屈辱?, Kōtei no kutsujoku) |                                        |                             |
| 5  | Trama Nella ripresa Diaz raddoppia con una rete di mano ingiustamente convalidata, ma in breve tempo il Giappone, spronato da Tsubasa, raggiunge gli avversari con i gol di Hyuga e Nitta. Nel finale, infine, i nipponici si portano in vantaggio grazie a Misaki, che fissa il punteggio sul definitivo 3-2 per il Giappone. Nell'ultimo incontro del girone i nipponici sconfiggono facilmente la Nigeria con una tripletta di Hyuga, passando quindi ai quarti di finale come primi nel proprio gruppo. L'Argentina sconfigge i Paesi Bassi e passa come seconda, mentre tra i quarti di finale già definiti ci sono Spagna contro Messico e Francia contro Stati Uniti. Nel big match del girone D Brasile e Germania si affrontano per il primo posto, utile a evitare la sfida contro il Giappone nei quarti di finale: i verdeoro però partono con il trio Santana, Natureza e Rivaul in panchina, dando l'impressione di voler perdere intenzionalmente la partita. |                                        |                             |
| 6  | Captain Tsubasa Rising Sun 6 「キャプテン翼 ライジングサン 6」 | 2 giugno 2017 ISBN 978-4-08-881230-4   |                             |
| 6  | Capitoli - 43. Fire shot (炎の砲弾?, Honō no hōdan) - 44. Sfida di orgogli (誇り高き挑戦?, Hokori takaki chōsen) - 45. Muro d'acciaio (鋼鉄の壁?, Kōtetsu no kabe) - 46. Agguato brasiliano (ブラジルの伏兵?, Burajiru no fukuhei) - 47. Sottomarino vs riccio (サブマリンvsハリネズミ?, Sabumarin vs harinezumi) - 48. Full metal phantom (幻の究極鋼弾?, Maboroshi no kyūkyoku-kō-dan) - 49. Sangue tedesco (ゲルマンの血潮?, Geruman no chishio) - 50. L'arcobaleno del Riazor (リアソールの虹?, Riasōru no niji) |                                        |                             |
| 6  | Trama Senza le sue tre stelle il Brasile va sotto di tre reti nel primo tempo per mezzo di uno scatenato Schneider. Nel secondo tempo entrano in campo Santana, Natureza e Rivaul, che, dopo essersi riposati nella prima frazione per risparmiare le energie per il prosieguo del torneo, sono intenzionati a ribaltare il risultato. Nel giro di pochi minuti i tre portano infatti il parziale sul 3-3, nonostante l'ottima prestazione del portiere tedesco Muller, che si infortuna anche a una mano per parare un tiro. |                                        |                             |
| 7  | Captain Tsubasa Rising Sun 7 「キャプテン翼 ライジングサン 7」 | 4 ottobre 2017 ISBN 978-4-08-881234-2  |                             |
| 7  | Capitoli - 51. Gamba destra infuocata (燃える右脚?, Moeru migi ashi) - 52. Lavoratori ineguagliabili (双璧の仕事師?, Sōheki no shigotoshi) - 53. Trio d'oro brasiliano (ブラジル黄金トリオ?, Burajiru kogane torio) - 54. Dribbling veloce e tiro (高速のドリブル＆シュート?, Kōsoku no doriburu & shūto) - 55. Il segnale di Joan (ジョアンのサイン?, Joan no sain) - 56. La gamba sinistra del diavolo (悪魔の左脚?, Akuma no hidari ashi) - 57. Destra? Sinistra? (右か？ 左か？?, Migi ka? Hidari ka?) - 58. Fine della guerra (大戦終結?, Taisen shūketsu) |                                        |                             |
| 7  | Trama Da un lungo rinvio di Muller, Schneider segna il quarto gol per la Germania, e la sua squadra si chiude in difesa. I brasiliani attaccano in tutti i modi la porta tedesca e sul finire degli otto minuti di recupero, grazie a un calcio di rigore guadagnato e trasformato dal capitano Rivaul, ottengono il pareggio che permette ai verdeoro di passare da primi nel girone e di evitare il Giappone nei quarti di finale. Il torneo olimpico di calcio entra così nella fase a eliminazione diretta. |                                        |                             |
| 8  | Captain Tsubasa Rising Sun 8 「キャプテン翼 ライジングサン 8」 | 4 aprile 2018 ISBN 978-4-08-881459-9   |                             |
| 8  | Capitoli - 59. Promessa di una feroce battaglia (激戦の誓い?, Gekisen no chikai) - 60. Messico Azteca vs Spain (メキシコ・アステカvsスペイン?, Mekishiko Asuteka vs Supein) - 61. La profezia di Michael (ミカエルの預言?, Mikaeru no yogen) - 62. Imprevisto al San Mames (予想外のサン・マメス?, Yosō-gai no San Mamesu) - 63. Il diavolo del campo (フィールドの悪魔?, Fīrudo no akuma) - 64. Motore (エンジン?, Enjin) - 65. Opening Play (オープニングプレイ?, Ōpuningu Purei) - 66. L'uomo che ha le chiavi (カギを握る男?, Kagi o nigiru otoko) |                                        |                             |
| 8  | Trama Giappone e Germania, prossime avversarie ai quarti di finale, si accorgono di alloggiare nello stesso albergo nella città di A Coruña. In attesa della partita, Tsubasa e Misaki si allenano per sviluppare un nuovo tiro speciale. Intanto, nel primo match dei quarti di finale, i padroni di casa della Spagna vanno subito sotto di due reti contro il Messico a causa di una doppietta di Espadas, per l'occasione schierato inizialmente come centravanti. A metà del primo tempo il fuoriclasse messicano torna nel ruolo di portiere, ma deve arrendersi a Michael che realizza ben sei gol. La Spagna accede così per prima alle semifinali, dove attende la vincente della sfida tra Giappone e Germania. A causa degli infortuni dei suoi giocatori e per arginare la superiorità offensiva giapponese, l'allenatore tedesco schiera una formazione più difensiva di quella vista finora; Kira reagisce spostando Misugi sulla fascia, per dargli più libertà nell'impostare l'azione quando Tsubasa e Misaki sono marcati, e affiancando Wakashimazu a Hyuga in attacco. |                                        |                             |
| 9  | Captain Tsubasa Rising Sun 9 「キャプテン翼 ライジングサン 9」 | 4 giugno 2018 ISBN 978-4-08-881555-8   |                             |
| 9  | Capitoli - 67. Pagina 15 e pagina 76 (１５ページと７６ページ?, 15 pēji to 76 pēji) - 68. L'obiettivo di Kira (吉良監督の狙い?, Kira kantoku no nerai) - 69. L'intuizione di gioco (勝負勘?, Shōbu kan) - 70. Difesa reciproca (守り合い?, Mamori ai) - 71. Preparazione sudamericana (南米仕込み?, Nanbei shikomi) - 72. Controllo del centrocampo (中盤の支配権?, Chūban no shihai-ken) - 73. Primo tempo ultimo... (前半ラストの…?, Zenhan rasuto no...) - Extra. Capitan Tsubasa Memory: questa è una storia accaduta il giorno della sfida Nankatsu vs Shutetsu (キャプテン翼 MEMORIES～これは南葛小VS修哲小 対抗戦当日に起こった話～?, Kyaputen Tsubasa Memorī: kore wa Nankatsu sho vs Shūtetsu sho taikōsen tōjitsu ni okotta hanashi) |                                        |                             |
| 9  | Trama Il Giappone mette sotto pressione la Germania tempestando la porta avversaria con tiri da lontano, per mettere in difficoltà il portiere Muller, ferito alla mano sinistra, e per impedire le ripartenze tedesche. Le disposizioni tattiche difensive delle due squadre e il buon rendimento dei rispettivi portieri, però, mantengono il risultato sullo 0-0. I nipponici prendono sempre più il controllo del centrocampo e realizzano anche una rete con Hyuga, ma questa viene annullata per una carica fallosa sul portiere. |                                        |                             |
| 10 | Captain Tsubasa Rising Sun 10 「キャプテン翼 ライジングサン 10」 | 4 gennaio 2019 ISBN 978-4-08-881711-8  |                             |
| 10 | Capitoli - 74. Half Time (ハーフタイム?, Hāfu Taimu) - 75. La strategia di Schneider (シュナイダー監督の作戦?, Shunaidā kantoku no sakusen) - 76. Penalty Area (ペナルティエリア?, Penaruti Eria) - 77. Una volta nella vita... (一世一代の…?, Isseichidai no...) - 78. Il miracolo del Riazor (リアソールの奇跡?, Riasōru no kiseki) - 79. La Germania fa sul serio (本気のドイツ?, Honki no doitsu) - 80. L'orgoglio di Wakabayashi (若林の矜持?, Wakabayashi no kyōji) - 81. Difesa rapida (堅守速攻?, Kenshu sokkō) |                                        |                             |
| 10 | Trama La Germania rientra in campo dall'intervallo con una formazione tutta impegnata a difendere oltre la linea della palla, in modo da intercettare presto la sfera e mettere in difficoltà la difesa nipponica con rapide ripartenze. Durante una di queste il difensore giapponese Yuji Soga si infortuna; a sostituirlo entra Ryo Ishizaki, che prende il posto di terzino destro, mentre Misugi si sposta al centro della difesa così da ridurre il dispendio di energia e preservare il suo cuore ancora non completamente guarito. Proprio Ishizaki serve alla coppia Tsubasa-Misaki la palla del vantaggio, realizzato grazie al nuovo tiro "High Speed Tornado Sky Alpha" che i due hanno sviluppato prima dell'inizio della partita. La Germania tenta di reagire ma Wakabayashi sfrutta la sua conoscenza degli attaccanti tedeschi e il suo ottimo momento di forma per parare tutti i tiri. |                                        |                             |
| 11 | Captain Tsubasa Rising Sun 11 「キャプテン翼 ライジングサン 11」 | 4 giugno 2019 ISBN 978-4-08-881873-3   |                             |
| 11 | Capitoli - 82. Grande possibilità (絶好のチャンス?, Zekkō no chansu) - 83. Sicuro o rischioso (セーフティorリスキー?, Sēfuti or risukī) - 84. Ostinazione vs perseveranza (意地vs執念?, Iji vs shūnen) - 85. Ostinazione vs perseveranza 2 (意地vs執念②?, Iji vs shūnen 2) - 86. Il ruggito di Muller (ミューラーの咆哮?, Myūrā no hōkō) - 87. A causa dell'intensità... (激しさがゆえに・・・?, Hageshi-sa ga yueni...) - 88. Situazione di emergenza (緊急事態?, Kinkyū jitai) - 89. Attacco impetuoso (猛攻?, Mōkō) |                                        |                             |
| 11 | Trama Hyuga raddoppia su rigore, concesso dopo un intervento falloso di Teigerbran su Wakashimazu, che si accingeva a tirare a porta vuota. Durante l'azione però Wakashimazu si infortuna ed è costretto a uscire, sostituito da Nitta. Poco dopo anche il portiere Wakabayashi s'infortuna gravemente durante uno scontro col suo rivale Schneider, venendo portato via d'urgenza all'ospedale. Essendo Wakashimazu già stato sostituito, tocca a Yuzo Morisaki difendere la porta nipponica, ma nel giro di pochi minuti Schneider riesce a siglare una doppietta con una mezza rovesciata e con un fire shot da fuori area. |                                        |                             |
| 12 | Captain Tsubasa Rising Sun 12 「キャプテン翼 ライジングサン 12」 | 4 ottobre 2019 ISBN 978-4-08-882091-0  |                             |
| 12 | Capitoli - 90. Slancio (勢い?, Ikioi) - 91. Attacco e difesa critica (瀬戸際の攻防?, Setogiwa no kōbō) - 92. Giocata ingannevole (トリックプレイ?, Torikkupurei) - 93. Non importa cosa (どんなことをしても?, Don'na koto o shite mo) - 94. Situazione difficile (窮地?, Kyūchi) - 95. Secondo round di coraggio (不屈の2発?, Fukutsu no 2-patsu) - 96. La decisione di ognuno (それぞれの覚悟?, Sorezore no kakugo) - 97. Attacco a tutta forza (全力の攻撃?, Zenryoku no kōgeki) |                                        |                             |
| 12 | Trama A pochi minuti dalla fine Schneider porta in vantaggio la Germania nonostante il vano tentativo di Misugi di impedirlo. Nello scontro con Schneider Misugi accusa un arresto cardiaco e si trova a un passo dalla morte, ma il tempestivo massaggio cardiaco di Tsubasa e l'intercessione miracolosa di Michael dagli spalti gli permetteranno di sopravvivere e riprendere a giocare. La Germania si chiude in difesa per proteggere il vantaggio mentre il Giappone attacca. Un drive shot di Misugi, deviato in corner da Muller, causa l'aggravamento dell'infortunio del portiere teutonico, che rimane in campo ma che da ora in poi potrà usare solo la mano sana per parare. L'arbitro concede otto minuti di recupero. |                                        |                             |
| 13 | Captain Tsubasa Rising Sun 13 「キャプテン翼 ライジングサン 13」 | 3 aprile 2020 ISBN 978-4-08-882293-8   |                             |
| 13 | Capitoli - 98. Muro tedesco (ドイツの壁?, Doitsu no kabe) - 99. Tattica di resistenza tedesca (ドイツ逃げ切り作戦?, Doitsu nigekiri sakusen) - 100. Fino alla fine!! (最後の最後まで･･･！！?, Saigo no saigomade!!) - 101. Non ancora!! (まだだ！！?, Madada! !) - 102. L'ultimissimo tiro (最後の･･･最後のシュート?, Saigo no saigo no shūto) - Extra. Captain Tsubasa Endless dream (キャプテン翼 ENDLESS DREAM?, Kyaputen Tsubasa ENDLESS DREAM) |                                        |                             |
| 13 | Trama Il Giappone attacca alla ricerca del pareggio ma la Germania si chiude in difesa e, una volta in possesso palla, cerca di perdere tempo con diversi espedienti. All'ultimo secondo, al termine di una rocambolesca azione, il Giappone riesce a pareggiare con Nitta, portando la partita ai tempi supplementari. Igawa tuttavia si infortuna nel corso dell'azione e dovrà essere sostituito. |                                        |                             |
| 14 | Captain Tsubasa Rising Sun 14 「キャプテン翼 ライジングサン 14」 | 2 ottobre 2020 ISBN 978-4-08-882502-1  |                             |
| 14 | Capitoli - 103. Trenta minuti allo stremo (極限の30分へ?, Kyokugen no 30-bu e) - 104. Prendi il comando!! (先手を奪え!!?, Sente o ubae!!) - 105. Torrente blu (青の激流?, Ao no gekiryū) - 106. Veloce come un fulmine (電光石火!! ?, Denkousekka) - 107. Giuramento di superare i propri limiti!! (限界突破の誓い!! ?, Genkai toppa no chikai!!) - 108. Tirare!! (撃て!! ?, Ute!!) - 109. Sogno contro sogno (夢 VS 夢?, Yume VS yume) - 110. Solo per la vittoria (ただ勝利のために...!!?, Tada shōri no tame ni...!!) - 111. Avanti!! (前へ–!!?, Mae e –!!) |                                        |                             |
| 14 | Trama Igawa viene sostituito da Jito. I tempi supplementari iniziano e, dopo un tentativo di tiro di Schneider sventato da Jito, il Giappone passa in vantaggio con lo High Speed Tornado Sky Alpha di Tsubasa e Misaki. Schneider, marcato stretto, non riesce a rendersi pericoloso e un tiro di Goethe viene parato da Morisaki. Nell'azione successiva Hyuga segna il gol del 5-3 approfittando dell'infortunio di Muller. Schneider viene fermato ancora una volta dalla difesa nipponica e in contropiede Nitta, trovatosi in un uno contro uno con Muller, segna in due tempi. La Germania, pur sotto di tre reti, non si arrende e, sugli sviluppi di un calcio d'angolo, segna con Kaltz, che devia un tiro di Schneider, proprio allo scadere del primo tempo supplementare. Il secondo tempo supplementare comincia con il Giappone in attacco, ma Tsubasa viene fermato da Kaltz e nell'azione successiva Schneider, ribattendo il raiju shot di Teigerbran, riesce a segnare il gol del 6-5, infortunando inoltre alla spalla Morisaki, che invano aveva tentato di intercettare il tiro e che dovrà rimanere in campo avendo il Giappone esaurito le sostituzioni. Nell'azione successiva Misugi mette in mostra le sue notevoli doti nel dribbling e con un lancio lungo avvia una pericolosa azione di contropiede con Hyuga e Nitta soli davanti a Muller. |                                        |                             |
| 15 | Captain Tsubasa Rising Sun 15 「キャプテン翼 ライジングサン 15」 | 2 aprile 2021 ISBN 978-4-08-882662-2   |                             |
| 15 | Capitoli - 112. Imboscata! (奇襲返し!!?, Kishū-gaeshi!!) - 113. Senza slealtà! (正々堂々!!?, Seiseidōdō!!) - 114. Carica (突撃?, Totsugeki) - 115. Segnare per la vittoria!! (勝利へのマーク!!?, Shōri e no māku!!) - 116. Tsubasa sta arrivando!! (翼が来る!!?, Tsubasa ga kuru!!) - 117. La leggenda de La Coruna (ラ・コルーニャの伝説?, Ra korūnya no densetsu) - 118. A Madrid!! (マドリッドへ!!?, Madoriddo e!!) - 119. Decisione (決断!!?, Ketsudan!!) - 120. Fa del tuo meglio, Giappone! (がんばれ日本!!?, Ganbarenippon!!) |                                        |                             |
| 15 | Trama Kaltz è costretto a uscire per infortunio per aver respinto con il corpo il tiro speciale combinato di Tsubasa e Misaki e viene portato in ospedale. L'arbitro concede sei minuti di recupero e la Germania attacca decisa alla ricerca del pareggio ma nell'ultimo minuto di gioco Tsubasa, con il provvidenziale aiuto di Hyuga, ruba palla a Schneider e parte al contrattacco riuscendo a segnare il gol del 7-5 definitivo allo scadere con un nuovo tiro speciale, provato durante l'allenamento sulla spiaggia, che rimbalzando sul suolo cambia direzione entrando in rete. Schneider si reca in ospedale da Wakabayashi e Kaltz e il portiere nipponico gli comunica che riuscirà a essere in campo per la finale e che inoltre ha accettato di trasferirsi al Bayern in modo da affrontare il Barcellona di Tsubasa in Champions League. Nel frattempo Kanda vince la medaglia d'oro nel pugilato mentre la nazionale di softball sta vincendo contro gli Stati Uniti, tuttavia la sua campionessa si infortuna e viene sostituita dalla giovane ma talentuosa riserva Maki, innamorata di Hyuga. |                                        |                             |
| 16 | Captain Tsubasa Rising Sun 16 「キャプテン翼 ライジングサン 16」 | 3 dicembre 2021 ISBN 978-4-08-882898-5 |                             |
| 16 | Capitoli - 121. Promessa (約束?, Yakusoku) - 122. Lo shock di Michael! (ミカエルの衝撃…!!?, Mikaeru no shōgeki…!!) - 123. Zona (ゾーン?, Zōn) - 124. La teoria del 10 contro 10 (10人対10人の理論?, 10-Ri tai 10-ri no riron) - 125. La riunione della generazione d'oro!! (黄金世代、集結!!?, Huángjīn shìdài, jíjié!!) - 126. Lo scontro tra le quattro più forti (４強激突!!?, 4 Tsuyo gekitotsu!) - 127. La verità di Michael (ミカエルの真実?, Mikaeru no shinjitsu) |                                        |                             |
| 16 | Trama Anche dopo l'ingresso di Maki in campo, la nazionale nipponica di softball riesce a mantenere il vantaggio sugli Stati Uniti e a vincere l'incontro e la medaglia d'oro. Nel frattempo il Giappone si allena in vista dell'incontro con la Spagna, aiutata dai giocatori esclusi dalla convocazione, e vengono mostrati in flashback le azioni dei sei gol di Michael segnati nei quarti di finale contro il Messico. Nel frattempo si disputa la prima semifinale tra il Brasile di Santana, Natureza e Rivaul e la Francia di Pierre e Napoleon. Nonostante sia la Francia a segnare per prima con Pierre, è il Brasile a imporsi agevolmente. Il giorno della semifinale tra Giappone e Spagna viene pubblicato uno speciale del Mundo deportivo che svela dei retroscena sul passato di Michael. |                                        |                             |
| 17 | Captain Tsubasa Rising Sun 17 「キャプテン翼 ライジングサン 17」 | 4 agosto 2022 ISBN 978-4-08-883220-3   |                             |
| 17 | Capitoli - 128. La tragedia di Montserrat (モンセラートの悲劇?, Monserāto no higeki) - 129. L'amico giurato Raphael (盟友ラファエル?, Meiyū Rafaeru) - 130. Riunione (再会?, Saikai) - 131. Raphael e Michael (ラファエルとミカエルと?, Rafaeru to Mikaeru to) - 132. In trasferta (アウェー?, Hanashi au ē) - 133. Il primo confronto (初対決！！?, Hatsu taiketsu!!) |                                        |                             |
| 17 | Trama I retroscena svelati sul passato di Michael riguardano in particolare il tragico incidente con cui, durante una partita tra bambini, accidentalmente provocò la perdita della vista al coetaneo avversario Saul che lo marcava a uomo. Per i sensi di colpa Michael smise di giocare fintanto non avesse ottenuto il perdono da Saul che però nel frattempo si era trasferito in un'altra città e non era più rintracciabile. Anni dopo Raphael, amico ed ex compagno di squadra di Michael, riuscì a rintracciare Saul che svelò che ora praticava calcio per non vedenti e avrebbe partecipato alle paralimpiadi e inoltre contattò telefonicamente Michael per perdonarlo e pregarlo di riprendere a giocare a calcio. La partita tra Giappone e Spagna comincia con Michael che supera Tsubasa ed effettua due tiri dalla lunga distanza che tuttavia vengono respinti da Wakashimazu. |                                        |                             |
| 18 | Captain Tsubasa Rising Sun 18 「キャプテン翼 ライジングサン 18」 | 4 aprile 2023 ISBN 978-4-08-883536-5   |                             |
| 18 | Capitoli - 134. MNH!! (MNH！！?, MNH!!) - 135. L'Invincibile Armata (無敵艦隊?, Muteki kantai) - 136. Il vero uno contro uno (本物の一対一！?, Honmono no ichitaiichi!) - 137. Trucco (トリック?, Torikku) - 138. Occhio per occhio (やられたらやり返す！?, Yara retara yarikaesu!) - 139. Il vero valore! (真骨頂！?, Shinkotchō!) - 140. Tiki-taka (ティキタカ?, Tikitaka) |                                        |                             |
| 18 | Trama Un raiju shot di Hyuga viene respinto dal portiere Calliusas ma Nitta ribadisce in rete con un hayabusa shot portando il Giappone in vantaggio. La Spagna passa al contrattacco e segna con Rail ma la rete viene annullata per fuorigioco. Dopo un "uno contro uno" lungo e incerto fino all'ultimo, Michael riesce a superare Tsubasa e successivamente i difensori nipponici effettuando un raiju shot che colpisce l'incrocio dei pali, il pallone viene comunque ribadito in rete dallo stesso Michael con un hayabusa shot riportando il punteggio in parità con gli stessi tiri speciali che avevano portato i nipponici in vantaggio. Nell'azione successiva Tsubasa riesce comunque a superare Michael e a riportare il Giappone in vantaggio con una rovesciata. Nei minuti successivi la Spagna mantiene il possesso palla con il tiki-taka e tenta invano con Rail e Torres di sfondare la difesa nipponica. La palla arriva a Tsubasa che tuttavia è circondato da ben quattro marcatori. |                                        |                             |
| 19 | Captain Tsubasa Rising Sun 19 「キャプテン翼 ライジングサン 19」 | 4 gennaio 2024 ISBN 978-4-08-883764-2  |                             |
| 19 | Capitoli - 141. Splendida reazione (華麗なる応酬?, Kareinaru ōshū) - 142. Battaglia serrata!! (密集戦!!?, Misshū-sen!!) - 143. La coppia d'oro di Montserrat (モンセラートの黄金コンビ?, Monserāto no kogane konbi) - 144. L'ultimo scontro del primo tempo (前半最後の一騎討ち?, Zenhan saigo no ikkiuchi) - 145. Half time (ハーフタイム?, Hāfutaimu) - 146. La strada verso la battaglia decisiva (決戦への道?, Kessen e no michi) |                                        |                             |
| 19 | Trama Tsubasa supera i suoi avversari ed effettua un passaggio per Nitta che tuttavia viene fermato da Michael che effettua un lancio lungo in direzione di Torres il cui tiro viene deviato in corner da Wakashimazu. Sugli sviluppi dell'azione successiva Raphael riesce a segnare il gol del pareggio al 37' su assist di Michael. Durante i minuti di recupero si ha un nuovo confronto tra Tsubasa e Michael che termina in parità così come il primo tempo. Durante l'intervallo Kira cambia modulo e tattica mentre arriva la notizia che c'è stato un terremoto in Giappone. La serie si conclude con le squadre che tornano in campo per il secondo tempo e con l'annuncio che il seguito della storia sarà narrato in "Captain Tsubasa Rising Sun The Final". |                                        |                             |
| 20 | Captain Tsubasa Rising Sun 20 「キャプテン翼 ライジングサン 20」 | 4 giugno 2024 ISBN 978-4-08-884060-4   |                             |
| 20 | Capitoli - THE FINAL 1. Inizia il secondo tempo!! (後半開始!!?, Kōhan kaishi!!) - THE FINAL 2. Grande battaglia aerea!! (大空中戦!!?, Dai kūchū-sen!!) - THE FINAL 3. Entrambi gli uomini sono inflessibili (両雄相譲らず...!!?, Ryōyū ai yuzurazu...!!) - THE FINAL 4. Doppio assist!! (ダブルアシスト!!?, Daburuashisuto!!) - THE FINAL 5. Generazione d'Oro numero 1!! (黄金世代No.1!!?, Kogane sedai No.1!!) - THE FINAL 6. Combinazione esplosiva!! (爆発コンビネーション!!?, Bakuhatsu konbinēshon) - THE FINAL 7. Il luogo della vittoria!! (勝負所!!?, Shōbudokoro!!) - THE FINAL 8. Lo scopo di Tsubasa (翼の狙い?, Tsubasa no nerai) - THE FINAL 9. Lo spirito combattivo cresce (闘志、滾る...!!?, Tōshi, tagiru...!!) - THE FINAL 最終話. Il pallone è un amico (ボールはトモダチ?, bōru wa tomodachi) |                                        |                             |
| 20 | Trama Il secondo tempo ha inizio e dopo pochi minuti Tsubasa, grazie all'aiuto di Misaki e Aoi, riporta in vantaggio il Giappone copiando una tecnica combinata (il "full metal phantom") usata dal Brasile contro la Germania. I successivi attacchi della Spagna vengono fermati dalla difesa nipponica e al quindicesimo della ripresa Hyuga segna il gol del 4-2 per il Giappone. Nell'azione successiva Michael, determinato a rimontare i due gol di svantaggio, avanza verso la porta nipponica ma Tsubasa tenta di fermarlo con un contrasto. La serie termina, rimanendo incompiuta per il pensionamento dell'autore, con il pallone che schizza alto in cielo in seguito allo scontro, terminato in parità, tra i due giocatori. |                                        |                             |